# Liste der Stolpersteine in Prag-Michle

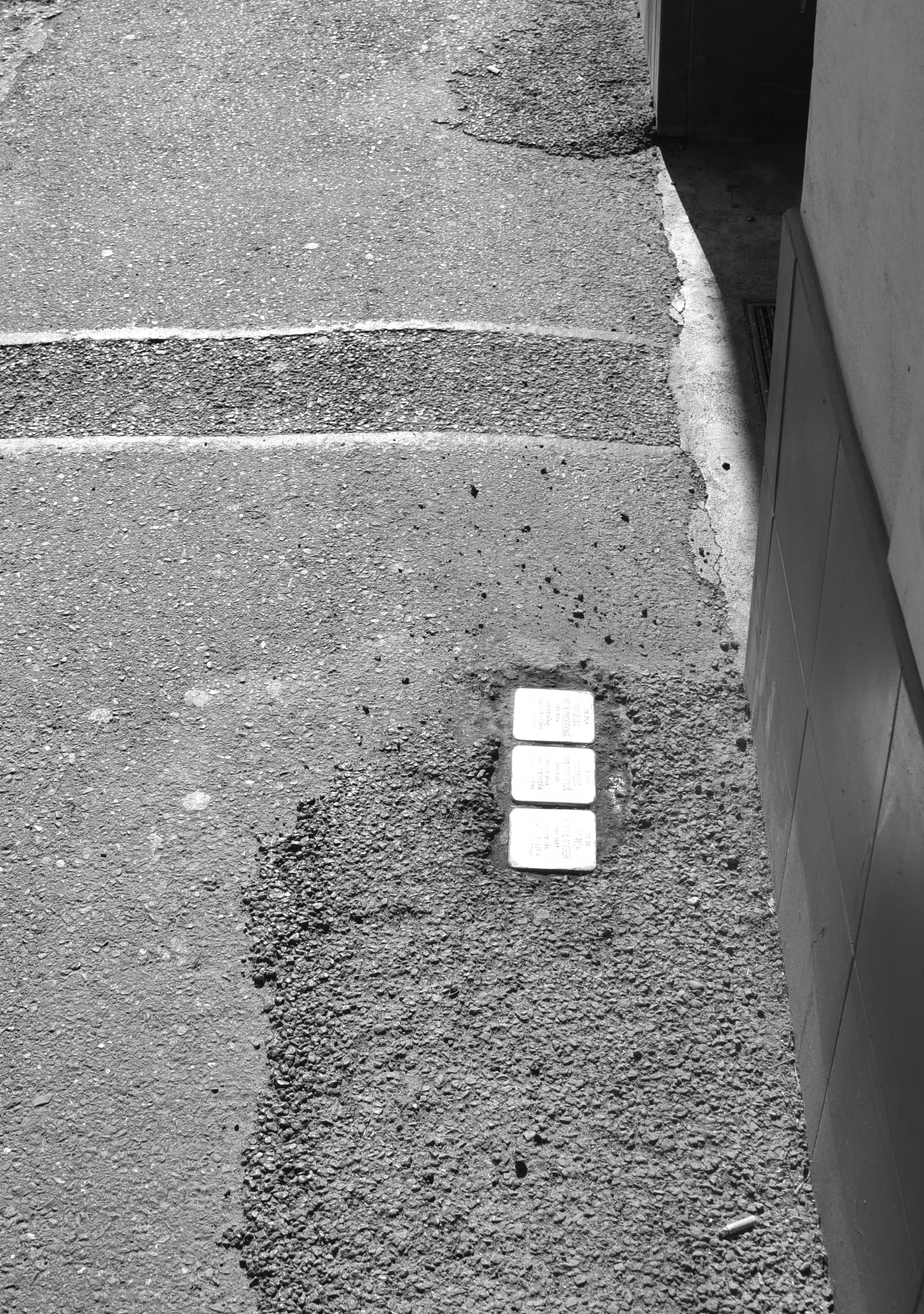
Stolpersteine für Bedřich Friedländer, Augusta Friedländerová und Matylda Mautnerová in Prag-Michle

Die Liste der Stolpersteine in Prag-Michle enthält die Stolpersteine, die im Prager Stadtviertel Michle verlegt wurden. Der traditionelle Bezirk zählt seit 2002 zu Prag 4. Stolpersteine erinnern an das Schicksal der Menschen, welche von den Nationalsozialisten in Tschechien ermordet, deportiert, vertrieben oder in den Suizid getrieben wurden. Die Stolpersteine wurden von Gunter Demnig konzipiert und verlegt.
Das tschechische Stolpersteinprojekt Stolpersteine.cz wurde 2008 durch die Česká unie židovské mládeže (Tschechische Union jüdischer Jugend) ins Leben gerufen und stand unter der Schirmherrschaft des Prager Bürgermeisters. Die Stolpersteine liegen vor dem letzten selbstgewählten Wohnort des Opfers. Die Stolpersteine werden auf Tschechisch stolpersteine genannt, alternativ auch kameny zmizelých (Steine der Verschwundenen).
Die Tabelle ist teilweise sortierbar; die Grundsortierung erfolgt alphabetisch nach dem Familiennamen.

## Michle
| Bild | Inschrift | Standort                     | Leben |
| ---- | --- | ---------------------------- | --- |
|      | HIER WOHNTE PAVLA BECKMANNOVÁ GEB. 1880 DEPORTIERT 1942 NACH THERESIENSTADT 1942 NACH RIGA ERMORDET           | U Michelského mlýna 101/17 · | Pavla Beckmannová geb. Fried wurde am 27. August 1880 in Lžín geboren. Ihre Eltern waren Josef Fried und Anna geb. Weigner. Sie hatte eine Schwester namens Tonca (später verheiratete Svoboda). Sie heiratete Josef Beckmann. Das Paar hatte zwei Söhne, Fred (geb. 1908) und Vilhelm (geb. 1909). Ihr Mann, geboren 1865 in Benešov, starb 1940 in Prag. Am 3. August 1942 wurde sie mit dem Transport AAw von Prag ins Konzentrationslager Theresienstadt deportiert. Ihre Transportnummer war 487 von 1.001. Am 20. August 1942 wurde sie ins Ghetto Riga deportiert. Ihre Transportnummer war 589. Keiner der 1.001 Juden auf diesem Transport überlebte die Shoah. Beide Söhne überlebten, sie zeugten drei Enkelkinder. Beide Söhne verfassten Berichte über Deportation und Tod ihrer Mutter für Yad Vashem, Vilhelm 1974 aus New York, Fred 1977 aus Los Angeles. |
|      | HIER WOHNTE BEDŘICH FRIEDLANDER GEB. 1917 DEPORTIERT 1942 NACH THERESIENSTADT 1942 NACH AUSCHWITZ ERMORDET    | Michelská 792/2 ·            | Bedřich Friedländer, auch Friedrich, wurde am 14. Februar 1917 in Prag geboren. Seine Eltern waren Kamil Friedländer (1868–1917) und Augusta geb. Mauthner (1894–1944). Er hatte einen älteren Bruder namens Leo und eine Halbschwester Ella (1896–1914) aus einer früheren Ehe seines Vaters. Nach dem plötzlichen Tod seines Vaters, zehn Tage nach Bedřichs Geburt, musste seine Mutter Bedřich alleine erziehen. Sein letzter Wohnsitz vor der Deportation war in Prag XIV., Michelská 2. Am 24. November 1941 wurde er mit dem Transport Ak von Prag ins Konzentrationslager Theresienstadt deportiert. Seine Transportnummer war 41 von 377. Am 6. September 1943 wurde er mit dem Transport Dm ins Konzentrationslager Auschwitz deportiert. Seine Transportnummer war 2519. Dort verlor er sein Leben. Seine Mutter wurde ein Jahr später in Auschwitz ermordet.   |
|      | HIER WOHNTE AUGUSTA FRIEDLANDEROVÁ GEB. 1894 DEPORTIERT 1942 NACH THERESIENSTADT 1942 NACH AUSCHWITZ ERMORDET | Michelská 792/2 ·            | Auguste Friedländerová geb. Mautner wurde am 4. November 1894 in Klikov, Suchdol nad Lužnicí, geboren. Ihre Eltern waren Josef Mautner und Karoline geb. Schauer. Sie hatte eine Schwester namens Hermine. Sie heiratete Kamil Friedländer (1868–1917). Das Paar hatte zwei Söhne, Leo und Bedřich (geb. 1917). Ihr letzter Wohnsitz vor der Deportation war in Prag XIV., Michelská 2. Am 2. Juli 1942 wurde sie mit dem Transport Aal von Prag ins Konzentrationslager Theresienstadt deportiert. Ihre Transportnummer war 875 von 1.005. Am 23. Oktober 1944 wurde sie ins Konzentrationslager Auschwitz deportiert. Ihre Transportnummer war 756 von 1.714. Dort verlor sie ihr Leben. Ihr Sohn Bedřich wurde bereits ein Jahr zuvor in Auschwitz ermordet. |
|      | HIER WOHNTE MATYLDA MAUTNEROVÁ GEB. 1895 DEPORTIERT 1942 NACH THERESIENSTADT 1942 NACH AUSCHWITZ ERMORDET     | Michelská 792/2 ·            | Matylda Mautnerová wurde am 26. August 1895 geboren. Ihr letzter Wohnsitz vor der Deportation war in Prag XIV., Michelská 2, wo sie mit ihren Verwandten Augusta Friedländerová geb. Mautner und Bedřich Friedländer lebte. Am 20. November 1942 wurde sie von Prag ins Konzentrationslager Theresienstadt mit dem Transport Cc deportiert. Ihre Transportnummer war 179 von 1.002. Am 18. Mai 1944 wurde sie mit dem Transport von Eb ins Konzentrationslager Auschwitz deportiert. Ihre Transportnummer war 1310 von 2.500. Dort verlor sie ihr Leben. |

## Verlegedaten
Die Stolpersteine in Prag wurden von Gunter Demnig persönlich an folgenden Tagen verlegt: 8. Oktober 2008, 7. November 2009, 12. Juni 2010, 13. bis 15. Juli 2011 und 17. Juli 2013 (soweit die auf der Website des Künstlers angegebenen Termine). Weitere Verlegungen erfolgten am 28. Oktober 2012, sind allerdings auf der Website nicht erwähnt.